# Jennifer Kent
Pour les articles homonymes, voir Kent (homonymie).
Jennifer Kent, née le 5 mars 1969 à Brisbane en Australie, est une actrice, scénariste et réalisatrice australienne.
Elle a été remarquée pour son premier long métrage, Mister Babadook (The Babadook) sorti en 2014. Son deuxième long métrage The Nightingale, a été récompensé à la Mostra de Venise 2018. C'est le seul film de la compétition réalisé par une femme.

## Biographie
Jennifer Kent est née à Brisbane. Toute petite déjà elle écrivait des histoires. À son adolescence elle choisit d'être actrice parce qu'elle ne pensait pas qu'une femme pouvait réaliser des films. Elle est diplômée en 1991 de l'Institut National d'Arts dramatiques. Elle commence sa carrière en tant qu'actrice, en particulier pour la télévision. Elle réalise son premier court métrage en 2005, et rencontre le succès avec son premier long métrage en 2014, récompensé dans plusieurs festivals, et meilleur premier film au New York Film Critics Circle en 2014.
Elle est la seule femme réalisatrice sélectionnée au Festival de Venise 2018, où elle présente en compétition son deuxième long métrage, The Nightingale, et où elle a été surprise de l'accueil qui lui a été réservé.

## Filmographie

### Actrice
- 1992-1993 : The New Adventures of Black Beauty (série télévisée)
- 1997-2000 : Fréquence Crime (série télévisée)
- 1997 : Le Puits
- 1998 : Babe, le cochon dans la ville
- 2003 : Preservation

### Réalisatrice
- 2005 : Monstre (court métrage)
- 2014 : Mister Babadook (The Babadook)
- 2018 : The Nightingale
- 2022 : Le Cabinet de curiosités de Guillermo del Toro (Guillermo del Toro's Cabinet of Curiosities) (série TV) - 1 épisode

### Scénariste
- 2022 : Le Cabinet de curiosités de Guillermo del Toro (Guillermo del Toro's Cabinet of Curiosities) (série TV) - 1 épisode
- 2014 : Mister Babadook (The Babadook )

## Distinctions
- Prix du public, prix de la critique et prix spécial du jury au Festival international du film fantastique de Gérardmer en 2014 pour Mister Babadook
- Prix spécial du jury à la Mostra de Venise 2018 pour The Nightingale.